# Uボー
『Uボー』（ユーボー）は、藤子不二雄（のちの藤子・F・不二雄）による日本の漫画作品、および本作に登場する架空の生物の名称である。毎日新聞の子供向け週刊新聞『毎日こどもしんぶん』において、1976年3月27日号（創刊号）から1979年8月2日号まで連載された。

## 概要
『毎日こどもしんぶん』創刊とともに、同紙のメインコンテンツとして掲載された作品。同紙の読者が低年齢層の子供であることから、子供の目を引きつけることを狙って掲載されたもので、藤子不二雄が『毎日小学生新聞』でデビューした縁で、藤子に白羽の矢が立った。
執筆にあたって編集側からの注文は何もなく、タイトルやテーマはすべて藤子に一任されていた。読者が低年齢層であることだけは藤子に伝えられていたため、編集側の狙い通り、同時期に藤子が雑誌上で連載していた代表作『ドラえもん』よりももう一段階低年齢向けの、より空想に近い作品として描かれている。主人公のUボーはドラえもん同様にさまざまな不思議な道具を出し、中には「スモールライト」「どこでもドアー」といったドラえもんのひみつ道具に通じるものがあるものの、これらはドラえもんと比較すると、楽しく遊ぶことが目的で用いられることが多い。
本作の連載は3年半で終了したが、藤子が他にも連載を抱えている中、オールカラーで週刊連載という負担の大きいであろう作品にもかかわらず、締め切りに遅れることは一度もなかったという。連載終了後もしばらくの間は、Uボーは『毎日こどもしんぶん』のマスコットキャラクターとなり、販促などに用いられた。また、連載当初はアニメ化の企画もあったという。

## あらすじ
遠い宇宙から地球にやってきた空飛ぶ円盤、Uボー。意思を持ち言葉を話し、人を乗せるサイズから人間大の大きさにまで姿を変える。
天川すすむ少年の家に居候することになったUボーは、不思議な能力や口から出す様々な道具で、すすむとともに楽しい毎日を過ごす。

### 『Uボー』全サブタイトル一覧
本作は話数が非常に多い（全179話）ため、年ごとに表を分割し、折りたたんでおく。
掲載はすべて『毎日こどもしんぶん』である。
| 初出掲載号     | サブタイトル               |
| -------------- | -------------------------- |
| 03月27日創刊号 | 円ばんはともだち           |
| 04月03日号     | 花見にとんでゆけ           |
| 04月10日号     | 学校に行こう               |
| 04月17日号     | ぼくはＵ（ユー）びん屋     |
| 04月24日号     | おるすばんはどろぼうと     |
| 05月01日号     | まいごのこいのぼり         |
| 05月08日号     | 池をつくろう               |
| 05月15日号     | しゃぼん玉が大あばれ       |
| 05月22日号     | 雲にのりたい               |
| 05月29日号     | ライオンさんいらっしゃい   |
| 06月05日号     | 人形あそび？               |
| 06月12日号     | すてきな巣箱               |
| 06月19日号     | 宇宙きのこのかさ           |
| 06月26日号     | 超強力ミニモーター         |
| 07月03日号     | ホカホカプール             |
| 07月10日号     | すすむはもうおとな？       |
| 07月17日号     | 水でっぽうクリーム         |
| 07月24日号     | ウルパーマン               |
| 07月31日号     | 海なんかこわくない         |
| 08月07日号     | 愛犬ざぶとん               |
| 08月14日号     | うでクーラー               |
| 08月21日号     | おばけになれよう           |
| 08月28日号     | 紙ひこうきにのって         |
| 09月04日号     | お月さまふうせん           |
| 09月11日号     | ミニカーで文通しよう       |
| 09月18日号     | やさしいふえの音           |
| 09月25日号     | 空とぶ糸でんわ             |
| 10月02日号     | ここほれワンワン           |
| 10月09日号     | 宇宙まめ                   |
| 10月16日号     | どこでもドアー             |
| 10月23日号     | ごちそうカード             |
| 10月30日号     | おもちゃでドライブ         |
| 11月06日号     | カキの木モモの木おイモの木 |
| 11月13日号     | ひみつのかくれ箱           |
| 11月20日号     | おもちゃの怪獣             |
| 11月27日号     | ふうせんりょこう           |
| 12月04日号     | 絵本の中で小ブタをすくえ   |
| 12月11日号     | 怪力手ぶくろ               |
| 12月18日号     | おもちゃの病院             |
| 12月25日号     | 鏡の中に注意しろ           |

| 01月01日号 | 広くてあったかいお正月   |
| 01月08日号 | もっと雪がほしい         |
| 01月15日号 | 指人形ロボット           |
| 01月22日号 | しりとり箱               |
| 01月29日号 | ストップピストル         |
| 02月05日号 | モノレールにのろう       |
| 02月12日号 | 手品ふろしき             |
| 02月19日号 | 組みたて式ペット         |
| 02月26日号 | 風船ボート               |
| 03月05日号 | おうちでさかなつり       |
| 03月12日号 | まほうのランプ           |
| 03月19日号 | ペラペラになったすすむ   |
| 03月26日号 | 地下にうちをつくろう     |
| 04月02日号 | 変身服                   |
| 04月09日号 | せんすいガム             |
| 04月16日号 | たからさがし機           |
| 04月23日号 | お部屋のハイキング       |
| 04月30日号 | 列車がはこびます         |
| 05月07日号 | なんでもリモコン         |
| 05月14日号 | て早くしんじゅをつくる法 |
| 05月21日号 | ままごとハウス           |
| 05月28日号 | 万能きびだんご           |
| 06月04日号 | なんでもネジ             |
| 06月11日号 | ホタルの光               |
| 06月18日号 | 雨よけぼうし             |
| 06月25日号 | ジュースが飲みたい       |
| 07月02日号 | 部屋でできる花火！？     |
| 07月09日号 | 氷の部屋                 |
| 07月16日号 | スクスクホルモン         |
| 07月23日号 | 夏には「くもはなび」     |
| 07月30日号 | 海をつくろう             |
| 08月06日号 | おもちゃのたまご         |
| 08月13日号 | お知らせ時計             |
| 08月20日号 | 写真スケッチブック       |
| 08月27日号 | フルーツねんど           |
| 09月03日号 | ふわふわふろしき         |
| 09月10日号 | おどりだしたらとまらない |
| 09月17日号 | 草むら探検車             |
| 09月25日号 | ぬけあなわ               |
| 10月01日号 | そのとおりシール         |
| 10月08日号 | すすむのかげぼうし       |
| 10月15日号 | ロボットねんど           |
| 10月22日号 | 空気えんぴつ             |
| 10月29日号 | ピストルクリーム         |
| 11月05日号 | やじるしのほうへ         |
| 11月12日号 | かためライト             |
| 11月19日号 | 人形しばい機             |
| 11月26日号 | ひもとあそぼう           |
| 12月03日号 | のびのび手ぶくろ         |
| 12月10日号 | ドロンドロン             |
| 12月17日号 | めだまくん               |
| 12月24日号 | 未来めがね               |

| 01月01日号 | 小さくなってあそぼう         |
| 01月07日号 | おふろはたのしい             |
| 01月14日号 | くるまのおつかい             |
| 01月21日号 | きせつベルト                 |
| 01月28日号 | ストライク帽                 |
| 02月04日号 | どこでも表札                 |
| 02月11日号 | 少しの雪でもたのしさいっぱい |
| 02月18日号 | 絵が動くクレヨン             |
| 02月25日号 | すすむのスーパーカー         |
| 03月04日号 | 大きくなる虫めがね           |
| 03月11日号 | テレビつりざお               |
| 03月18日号 | めいろつくり機               |
| 03月25日号 | 雲のお池                     |
| 04月01日号 | ふくらしポンプ               |
| 04月08日号 | へんそうシャツ               |
| 04月15日号 | インスタントすべり台         |
| 04月22日号 | 命中ピストル                 |
| 04月29日号 | 声ふくろづめマイク           |
| 05月06日号 | 空中フック                   |
| 05月13日号 | ぼうけんめがね               |
| 05月20日号 | 手のりえさ                   |
| 05月27日号 | いすがヒヒンとないた         |
| 06月03日号 | ふんわりガス                 |
| 06月10日号 | パラシュートでぼうけん       |
| 06月17日号 | 鏡のつりぼり                 |
| 06月24日号 | とおせんぼチョーク           |
| 07月01日号 | 三階ができたよ               |
| 07月08日号 | 北極の風                     |
| 07月15日号 | 入道雲をのぼろう             |
| 07月22日号 | はな水はきれいだな           |
| 07月29日号 | 服うごかしライト             |
| 08月05日号 | 庭で海水浴                   |
| 08月12日号 | 台風でサーフィン             |
| 08月19日号 | おとしものをさがせ           |
| 08月26日号 | ドライブごっこ               |
| 09月02日号 | ロボットブロック             |
| 09月09日号 | ストップライト               |
| 09月16日号 | ゆうえんちざぶとん           |
| 09月23日号 | ほんものカメラ               |
| 09月30日号 | ほんものカメラでお店屋さん   |
| 10月07日号 | 地図でひとさがし             |
| 10月14日号 | エレベーターまめ             |
| 10月21日号 | おしゃべりガス               |
| 10月28日号 | はね手ぶくろ                 |
| 11月04日号 | カメレオンしっぽ             |
| 11月11日号 | つみき城へおいでよ           |
| 11月18日号 | くも糸でつなわたり           |
| 11月25日号 | あたり矢                     |
| 12月02日号 | 番犬ばこ                     |
| 12月09日号 | かけっこゼッケン             |
| 12月16日号 | 動物語ふりかけ               |
| 12月23日号 | 三ついいことしたら           |

| 01月01日号 | 初日の出を見たい           |
| 01月06日号 | なんでもあげろ             |
| 01月13日号 | もち月                     |
| 01月20日号 | ヨクスベール               |
| 01月27日号 | おもくなーれ               |
| 02月03日号 | どこでも草花               |
| 02月10日号 | なんでもラジコン           |
| 02月17日号 | 動物がラジコンに…          |
| 02月24日号 | ひもの友だち               |
| 03月03日号 | おふろゆうえんち           |
| 03月10日号 | 絵で買うはんばい機         |
| 03月17日号 | 手がき鉄道                 |
| 03月24日号 | テルテルロケット           |
| 04月01日号 | ハンコがみ                 |
| 04月07日号 | いなかにおひっこし！？     |
| 04月14日号 | テレビ番組をつくろう       |
| 04月21日号 | 動物めがね                 |
| 04月28日号 | ビュウストロー             |
| 05月05日号 | 消しゴムで大さわぎ         |
| 05月12日号 | おかしの家をつくろう       |
| 05月19日号 | 絵本ができたよ             |
| 05月26日号 | ポスターになったすすむ     |
| 06月02日号 | かたづけライト             |
| 06月09日号 | のりものふうせん           |
| 06月16日号 | 紙すもうとりにはかなわない |
| 06月23日号 | しかられボール             |
| 06月30日号 | レールおしだし機           |
| 07月07日号 | 部屋の中の大宇宙           |
| 07月14日号 | ふうせん糸                 |
| 07月21日号 | おともクーラー             |
| 07月28日号 | 手のり金魚をまもれ         |
| 08月04日号 | いいなり紙ひこうき         |
| 08月11日号 | ご近所ハイキング           |
| 08月18日号 | 室内漂流記                 |
| 08月25日号 | もしもしとさようなら       |

## 登場人物
本作ではUボー・すすむ・まりこ（まりちゃん）以外名前をほとんど呼ばれる場面がない、姓が呼ばれる場面は全員皆無ですすむのみ手紙の宛名で分かる程度。
『藤子・F・不二雄大全集』版の巻末にある特別資料室（p.377）のキャラクタースケッチに各自フルネームが書かれているが、これが「裏設定」なのか「没設定」なのか不明瞭のため、本編で名前の確認できないものは「（仮）」をつける。
Uボー
本作の主人公
全身赤くて顔だけ白い姿をしており、先に球体のついたひも状の尻尾を引っ張ることで飛行形態（直径数メートル程度の中央が盛り上がった円盤形）と着陸形態（すすむぐらいの大きさで一輪車のような足で直立）を切り替えられる。手は伸縮自在で指はないが物を持つ事は可能。
本人曰く「遠い星」から来たとのこと、ただし一時帰宅が2・3日で済む描写もあるので移動時間は最大でも1日半ほど。機械か生物かははっきりせず、円盤形態時には子供2人が余裕で乗れるキャノピーがついた搭乗席がある（操縦桿のようなものや計器は見当たらない）が、食事や排泄もする。
すすむ
本作のもう一人の主人公。
好きなものは野球だが下手で、力も弱く子供同士の相撲ではゴンタはともかくダンゴやさとるを含むその場にいた全員に敗退した。嫌いなものは「風呂」でUボーが嫌がる彼に道具を使って入るように仕向ける話が何度かある。
工作の腕前はそれなりにあり、一切Uボーの力を借りずに紙とゴム動力機から糸を伝ってプロペラで進むモノレールを作っている、粘土工作は「フルーツねんど」で下手なような描写があったが同じ回を含む複数の回でUボーが粘土系の道具を出した時ではうまくいっているので材料の問題らしい。
年齢は不詳だが学校の場面があるので幼稚園児以下ではない。
金魚（琉金）を飼っている。
デザイン画では「天川進」という漢字表記がされている。
すすむの父
工作が得意だと言っているが実際は下手で鳥の巣箱を犬小屋や虫かごのようにしてしまうほど。
デザイン画では「天川広」という名前がある。また、彼の別デザインか他の天川家の人間かは不明だが没キャラに「天川かける」という男（すすむに髪型は似ているが広より大柄で眉毛が太く精悍な顔立ちをしている）が描かれている。
すすむの母
額縁の裏にへそくりを隠す癖があり、Uボーによく発見される。
ペットを飼うのを禁止している。
デザイン画では「天川光子」と名前がある。
まりこ
すすむの友達のもこもこした髪の女の子、すすむの家に遊びに行った際に一緒にお風呂に入るぐらいの仲。第1話から登場。
ほぼ全部の場面（すすむの母なども含む）で「まりちゃん」と呼ばれているが、本人の手紙に「まりこ」という字が確認できる。
様々な回でペットを飼っている描写があり、猫（みいちゃん）・犬・小鳥・コイなどが登場。
家族らしい人物は「成人女性（空とぶ糸電話）」、「年配男性（ピストルクリーム）」、「成人男女（すすむのスーパーカー）」、「成人男性（手のり金魚をまもれ）」が登場するが、関係がまりこからも他の人間からも明言されておらず、家族構成は不明。
バレエ（劇中での表記は「バレー」）を習っているがあまりうまくない。
デザイン画では「若山まりこ」と名前がある。
ゴンタ
すすむの遊び仲間の小太りでたらこ唇のガキ大将、第1話から登場するが名前は「ほんものカメラ」の回に登場。
子供達の中では権力はあるが母親には頭が上がらない、父親はほとんど登場せず「ホタルの光」のラスト1コマにそれらしい人が映るのみ。
大型の茶色い犬（犬種は不明）を飼っているが、余り大事にしていない。
デザイン画には「黒金大八郎」と「ゴンタ」、そして線を引いて消された「アンコウ」の名前が書かれている。
ダンゴ（仮）
すすむの遊び仲間のかなり小柄でおかっぱに近い髪型の少年。第1話から登場するが名前・あだ名は劇中一度も呼ばれていない。
第1話から登場し、初期はレギュラーだったが、途中からほとんど出てこなくなる。
「池を作ろう」で庭の池にコイと思しき魚を飼っている描写がある。
デザイン画には「月見団吾」「ダンゴ」の名前がある。
さとる
すすむの遊び仲間の、まん丸グルグル眼鏡にヘルメットのような髪型をして天狗のような鼻にたらこ唇の少年、名前は「空とぶ糸でんわ」の回に登場。
特徴的な鼻は父親譲り。
デザイン画には「明智さとる」と名前がある。
フクロウに似た少年（仮）
すすむの遊び仲間の眼鏡に尖り口の少年、「ホタルの光」から登場する。
ゴンタとコンビですすむをいじめたりもするが、ゴンタの失敗を笑ったり、すすむと一緒に遊ぶことも多く立場が安定しない。彼が高価なおもちゃなどを見せびらかして自慢するパターンも多い。
登場回数が多いがデザイン画には容姿・名前含め未記載。仮称は「ぼうけんめがね」「動物めがね」で人間が動物に見える状況の際、彼は両方とも「フクロウ」だったことから。
けんちゃん
すすむに似ているが眼鏡（普通の眼鏡でフレーム上部が平ら）をかけた少年。名前は「動物がラジコンに…」の回に登場。
「トラ」という名前の猫を飼っている。
名前が判明しているが登場頻度が低く、主に子供が多数集まっている際にモブでいることが多い。デザイン画には容姿・名前含め未記載。

### Uボーの能力
Uボーは 様々な道具を口の中から取り出せる（明らかに体より大きい物も収納している）が、特に初期の回は本人内蔵の能力を使う事も多い。
飛行
最初から見せた能力で使用回数がとても多く、飛行形態になって空を飛ぶ。逆に道具の効果を除き着陸形態で空を飛ぶ場面はない。
色々な効果のある光線を目から出す
（「」表記は劇中に呼称があるもの、そうでないのは効能から。）
壁を見透かす白色光線（おるすばんはどろぼうと）
当てた無生物が動くようになる黄色光線「アニマライト」（「まいごのこいのぼり」など）
「おもちゃでドライブ」の回では、この効果に加え当てたおもちゃの車が人に乗れるサイズまで巨大化している。
当てたものを成長させる赤色光線（「すすむはもうおとな？」）
すすむを大人に成長させた、なお戻す方法については劇中で未使用のまま話が終わっているため不明。
巨大化させる黄色光線「デカライト」（「おもちゃでドライブ」）
同じ回で使用している「アニマライト」とやっていることはほぼ同じ（おもちゃの船を巨大化させて乗る）だが、双方Uボーが使用時に名前を言っている。
また「おもちゃの怪獣」の回では人形に目からの黄色光線を当ていると巨大化して自立行動を始めたが、Uボーが光線名を言わなかったのでこの光線がアニマライトとデカライトどっちなのかは不明。
シャボン玉を吹くと任意の形に変えて動かせる
この時のシャボン玉の道具はすすむが遊んでいた市販のものでUボーの道具ではない。
口に物を入れて縮小する能力
口に入れたものを「チイサクナーレ」と言って小さくする。なお戻す方法は劇中で未使用のまま話が終わってしまったので不明。
鼻から浮力のあるガスを出す
本を叩きつけて相手を絵本の世界に送り込む

## 書誌情報
- 藤子・F・不二雄『Uボー』小学館〈藤子・F・不二雄大全集〉、2010年。ISBN 978-4-09-143444-9。

これ以外に原作自体が単行本化される以前の1989年に『驚異の小宇宙 人体』の絵本版『Uボーのいのちふしぎ絵本』シリーズにUボーが登場したことがある。
ストーリーは本筋とつながりは特になく、宇宙から来たUボーが人体について解説する内容。いずれも著者は藤子・F・不二雄と市野治美の共同名義。出版は小学館より。
- どうしておなかがすくのかな　ISBN 4-09-727021-4
- どうしておとうさんににているの　ISBN 4-09-727022-2
- どうしてびょうきにかつのかな　ISBN 4-09-727023-0